# Salmaan Moerat

a Compétitions nationales et continentales officielles uniquement.

b Matchs officiels uniquement.
Dernière mise à jour le 13 juin 2024.
Salmaan Moerat, né le 6 mars 1998 à Paarl (Afrique du Sud), est un joueur sud-africain de rugby à XV évoluant au poste de deuxième ligne. Il évolue avec la franchise des Stormers en United Rugby Championship, et la Western Province en Currie Cup.

## Biographie
Salmaan Moerat est issue d'une importante famille de joueurs de rugby. En effet, depuis les années 1940, une dizaine de membres de sa famille, dont son père et ses oncles, ont joué à haut niveau en Afrique du Sud et ont représenté l'équipe nationale,. Son père Nazeem a joué pour la Western Province et les Boland Cavaliers, et a porté le maillot des « SA Proteas » au niveau international,,.

## Carrière

### En club
Salmaan Moerat commence à jouer au rugby à XV dès son enfance à Paarl, dans la lignée de sa famille,. Il est éduqué dans un premier temps à l'institut Al-Azhar de Paarl, avec qui il joue au rugby. Il représente à cette période la province locale des Boland Cavaliers, et dispute avec cette équipe la Craven Week des moins de 13 ans en 2011,.
Il reçoit ensuite une bourse pour aller étudier à la réputée Paarl Boys' High School (en), et devient le capitaine de l'équipe de l'établissement. Il joue également avec les équipes jeunes de la Western Province, disputant notamment la Craven Week entre 2014 et 2016,. En 2016, il est le capitaine de sa province, qui termine la compétition invaincue.
Après avoir terminé sa scolarité, il fait partie de l'académie de la Western Province, et dispute le championnat provincial espoir,.
Tout juste âgé de 20 ans, Moerat est appelé par la franchise de Super Rugby des Stormers en mars 2018, après plusieurs blessures dans l'effectif. Il dispute son premier match au niveau professionnel le 9 mars 2018 contre les Highlanders,. Il joue un total de trois matchs lors de sa première saison, tous dans un rôle de remplaçant. Plus tard la même année, il fait également ses débuts avec l'équipe senior de la Western Province en Currie Cup,. Lors des saisons suivantes, il est considéré par son talent comme un cadre des Stormers et de la WP, malgré un certain nombre de blessures, qui l'empêche d'avoir un temps de jeu conséquent,,
En 2022, il continue de performer et participe activement au bon parcours des Stormers qui, pour leur première saison en United Rugby Championship, remporte la compétition,. La même année, il prolonge son contrat pour trois saisons de plus, soit jusqu'en 2025,.
À l'orée de la saison 2023-2024, il est nommé capitaine de son équipe.

### En équipe nationale
Salmaan Moerat joue avec l'équipe d'Afrique du Sud scolaire en 2015 et 2016,. Il est le capitaine de cette sélection en 2016, alors que son équipe termine l'année invaincue,.
Il joue par la suite avec l'équipe d'Afrique du Sud des moins de 20 ans dans le cadre du championnat du monde junior 2017,. À nouveau sélectionné l'année suivante, il est alors nommé capitaine de l'équipe en vue du mondial junior,.
En juillet 2018, il est invité à s'entraîner avec l'équipe d'Afrique du Sud par le sélectionneur Rassie Erasmus.
Il est réellement sélectionné pour la première fois avec les Springboks par le sélectionneur Jacques Nienaber en octobre 2021, afin de participer à la tournée d'automne en Europe,. Il ne joue cependant aucun match.
Il rappelé au mois de juin de l'année suivante, afin de préparer la série de test-matchs face au pays de Galles,. Il connaît sa première sélection lors du premier match de la série, le 2 juillet 2022 à Pretoria,.

## Palmarès

### En club
- Vainqueur de l'United Rugby Championship en 2022 avec les Stormers.
- Finaliste de l'United Rugby Championship en 2023 avec les Stormers.